# Xã Southington, Quận Trumbull, Ohio
Xã Southington (tiếng Anh: Southington Township) là một xã thuộc quận Trumbull, tiểu bang Ohio, Hoa Kỳ. Năm 2010, dân số của xã này là 3.717 người.